# Gabriel Veron
Gabriel Veron Fonseca de Souza, noto semplicemente come Gabriel Veron (Açu, 3 settembre 2002), è un calciatore brasiliano, attaccante della Juventude in prestito dal Porto.

## Caratteristiche tecniche
Ala sinistra, è dotato di una grandissima rapidità palla al piede nonché di una buona prestanza fisica, eccelle a campo aperto per via della sua elevata velocità. Giocatore abilissimo nel dribbling e nella tecnica di base. Negli ultimi anni ha saputo migliorare anche la finalizzazione.

## Carriera

### Club
Cresciuto nel settore giovanile del Palmeiras, dove è approdato nel 2017, ha esordito in prima squadra il 28 novembre 2019 disputando l'incontro di Série A perso 1-0 contro il Fluminense. Il 5 dicembre seguente ha realizzato una doppietta nell'incontro di campionato vinto 5-1 contro il Goiás. 

### Nazionale
Nel 2019 ha conquistato il campionato mondiale Under-17 con il Brasile U-17, venendo nominato miglior giocatore della competizione.

## Statistiche

### Presenze e reti nei club
Statistiche aggiornate al 12 maggio 2025.
| Stagione         | Squadra          | Campionato       | Campionato | Campionato | Coppe nazionali | Coppe nazionali | Coppe nazionali | Coppe continentali | Coppe continentali | Coppe continentali | Altre coppe | Altre coppe | Altre coppe | Totale | Totale | Totale |
| Stagione         | Squadra          | Comp             | Pres       | Reti       | Comp            | Pres            | Reti            | Comp               | Pres               | Reti               | Comp        | Pres        | Reti        | Pres   | Reti   |        |
| ---------------- | ---------------- | ---------------- | ---------- | ---------- | --------------- | --------------- | --------------- | ------------------ | ------------------ | ------------------ | ----------- | ----------- | ----------- | ------ | ------ | ------ |
| 2019             | Palmeiras        | A1/SP+A          | 0+3        | 0+2        | CB              | 0               | 0               | CL                 | 0                  | 0                  | -           | -           | -           | 3      | 2      |        |
| 2020             | Palmeiras        | A1/SP+A          | 6+20       | 0+4        | CB              | 4               | 2               | CL                 | 7                  | 3                  | -           | -           | -           | 37     | 9      |        |
| 2021             | Palmeiras        | A1/SP+A          | 0+14       | 0+1        | CB              | 0               | 0               | CL                 | 4                  | 0                  | SdB+RS+CmC  | 1+1+0       | 0           | 20     | 1      |        |
| 2022             | Palmeiras        | A1/SP+A          | 13+12      | 0+1        | CB              | 3               | 0               | CL                 | 5                  | 1                  | RS+CmC      | 2+0         | 0           | 35     | 2      |        |
| Totale Palmeiras | Totale Palmeiras | Totale Palmeiras | 19+49      | 0+8        |                 | 7               | 2               |                    | 16                 | 4                  |             | 4           | 0           | 95     | 14     |        |
| 2022-2023        | Porto            | PL               | 17         | 0          | CP+CdL          | 3+2             | 1+0             | UCL                | 3                  | 0                  | SP          | 1           | 0           | 26     | 1      |        |
| 2022-2023        | Porto B          | SL               | 1          | 0          | -               | -               | -               | -                  | -                  | -                  | -           | -           | -           | 1      | 0      |        |
| 2023-gen. 2024   | Porto B          | SL               | 1          | 0          | -               | -               | -               | -                  | -                  | -                  | -           | -           | -           | 1      | 0      |        |
| Totale Porto B   | Totale Porto B   | Totale Porto B   | 2          | 0          |                 | -               | -               |                    | -                  | -                  |             | -           | -           | 2      | 0      |        |
| 2024             | Cruzeiro         | M1/MG+A          | 0+27       | 0+6        | CB              | 0               | 0               | CS                 | 10                 | 0                  | -           | -           | -           | 37     | 6      |        |
| 2025             | Santos           | A1/SP+A          | 2+6        | 0          | CB              | 1               | 0               | -                  | -                  | -                  | -           | -           | -           | 9      | 0      |        |
| Totale carriera  | Totale carriera  | Totale carriera  | 122        | 14         |                 | 13              | 3               |                    | 29                 | 4                  |             | 5           | 0           | 169    | 21     |        |

## Palmarès

### Club

#### Competizioni nazionali
- Coppa del Brasile: 1

Palmeiras: 2020
- Supercoppa di Portogallo: 1

Porto: 2022
- Coppa di Lega portoghese: 1

Porto: 2022-2023
- Coppa del Portogallo: 2

Porto: 2022-2023, 2023-2024

#### Competizioni internazionali
- Coppa Libertadores: 2

Palmeiras: 2020, 2021
- Recopa Sudamericana: 1

Palmeiras 2022

#### Competizioni statali
- Campionato paulista: 2

Palmeiras: 2020, 2022

### Nazionale
- Campionato mondiale Under-17: 1

Brasile 2019

### Individuale
- Pallone d'oro del Mondiale Under-17: 1

Brasile 2019